# 斯莫特罗瓦布达农村居民点
斯莫特罗瓦布达农村居民点（俄语：Смотровобудское сельское поселение）是俄罗斯联邦布良斯克州克林齐区所属的一个农村居民点。其下辖有13个居民点，行政中心为斯莫特罗瓦布达。据2015年统计，该农村居民点的人口为2320人。